# Resistiré (canción de Barón Rojo)
«Resistiré» es una canción interpretada por la banda española de rock y heavy metal Barón Rojo, que está incluida en su segundo álbum de estudio Volumen brutal y lanzada como segundo maxisencillo principal junto con el tema "Hermano del rock & roll" en el año de 1982 por la discográfica Chapa Discos.

## Origen y significado
La canción fue escrita por Jose Luis Campuzano y Carolina Cortes, y la letra refleja una historia de rebeldía y poder ante  adversidades de la vida misma de una forma políticamente correcta y desordenada de justicia.

## Lista de canciones

### CD - Promo[6]
| Resisitire / Hermano del Rock & Roll — Sencillo |                           |          |  |
| N.º                                             | Título                    | Duración |  |
| 1.                                              | «Resistiré»               | 5:01     |  |
| 2.                                              | «Hermano del Rock & Roll» | 3:21     |  |

## Posiciones en las listas
| Listas (1982)                             | Posición |
| ----------------------------------------- | -------- |
| Estados Unidos Billboard Hot Latin Tracks | 89       |

## Premios y nominaciones
| Año  | Publicación          | País          | Lista                                               | Puesto |
| ---- | -------------------- | ------------- | --------------------------------------------------- | ------ |
| 2006 | Alborde              | EUA           | 500 canciones del Rock Iberoamericano               | 185°   |
| 2009 | Rock en las Américas | Latinoamérica | Las 120 mejores canciones del rock hispanoamericano | 74°    |